# Liste der Baudenkmäler in der Kommune Kujalleq

Kommunen und Distrikte Grönlands

Die Liste der Baudenkmäler in der Kommune Kujalleq umfasst alle geschützten Gebäude und Bereiche in der grönländischen Kommune Kujalleq. Für Erklärungen siehe die Liste der Baudenkmäler in Grönland.
Hinweis: Es gibt zahlreiche Unstimmigkeiten zwischen der Liste des Kommunalplans, den erwähnten Gebäuden in de gule bynotater und dem Nationalmuseum. Wegen möglicher Überholtheit der Daten ist der im Kommunalplan gegebene Verweis auf die Lokalpläne der früheren Gemeinde Qaqortoq nicht in die Liste eingepflegt worden. Ebenso werden nur sporadisch in den Gebietsplänen genannte Gebäude wegen offensichtlicher Unvollständigkeit und Fehlerhaftigkeit nicht beachtet und stattdessen nur auf die Liste des Kommunalplans Bezug genommen. Das x in der Spalte Beleg gibt an, dass das jeweilige Gebäude in der Liste erscheint.

## Distrikt Qaqortoq

### Qaqortoq
| Typ             | Nr.   | Beschreibung | Baujahr | Datum              | Bild | Beleg |
| --------------- | ----- | --- | ------- | ------------------ | ---- | ----- |
| Denkmalschutz   | —     | Der Gedenkbrunnen auf dem zentralen Platz der Stadt ist einzigartig in Grönland und wurde von Pavia Høegh gestaltet. Der Aufsatz ist einem früheren Gebäude entnommen, wo er als Dachreiter diente.                                                                              | 1927    | 2. November 1998   |      | x     |
| Denkmalschutz   | B-8   | Die Schafsschlachterei ist ein Steingebäude, das vom Steinmetz Karl Andersen aus Bornholm nach Plänen von Helge Bojsen-Møller errichtet wurde. | 1929    | 2. November 1998   |      | x     |
| Denkmalschutz   | B-18  | Wohnung des Distriktsarztes | 1883    | 2. November 1998   |      | x     |
| Denkmalschutz   | B-26  | Die ehemalige Badeanstalt dient heute als Touristenbüro. Sie wurde vom Architekten Julius Galster entworfen. Es handelt sich um einen Betonbau mit Sandsteinfassade aus Igaliku.                                                                                                 | 1929    | 2. November 1998   |      | x     |
| Denkmalschutz   | B-27  | Das Gebäude war das Sitzungsgebäude des Forstanderskabet von Qaqortoq. Es wurde 1858 als Fachwerkbau mit Bretterverkleidung errichtet und war bis zur Abschaffung der Forstanderskaber im Jahr 1910 in Gebrauch. Heute ist es ein Museumsgebäude                                 | 1858    | 2. November 1998   |      | x     |
| Denkmalschutz   | B-46  | Die ehemalige Brauerei wird heute als Museumsgebäude genutzt. Es handelt sich um ein Steinhaus. Die Art der Verankerung des Dachs im Mauerwerk ist typisch für Südgrönland. Heute wird das Gebäude als Druckerei genutzt.                                                        | 1850    | 30. September 1983 |      | x     |
| Denkmalschutz   | B-61  | Die Schmiede ist ein Steinhaus. 1920 wurden die runden Fenster eingesetzt und in den 1940er Jahren wurde das Gebäude verlängert. Sie dient heute als Museumsgebäude. | 1871    | 30. September 1983 |      | x     |
| Denkmalschutz   | B-97  | Die alte Schule, die heute die Bibliothek beherbergt, wurde von Peter Anton Cortsen entworfen. Sie hat bei späteren Umbauten viele Details verloren. | 1909    | 2. November 1998   |      | x     |
| Denkmalschutz   | B-100 | Das Versammlungshaus wurde errichtet, als in den 1930er Jahren das Kulturinteresse der Bevölkerung stieg. Das von Pavia Høegh entworfene Gebäude gilt als eines der bestausgestatteten Gebäude seiner Zeit in Qaqortoq.                                                          | 1937    | 2. November 1998   |      | x     |
| Denkmalschutz   | B-102 | Die alte Kirche von Qaqortoq, Frelserens Kirke, wurde 1832 errichtet und war bis in die 1970er Jahre die einzige Kirche der Stadt. 1910 erhielt sie ihr heutiges Aussehen. | 1832    | 2. November 1998   |      | x     |
| Denkmalschutz   | B-103 | Die Pastorenwohnung hat einen umzäunten Garten und ein kleines Nebengebäude. | 1872    | 2. November 1998   |      | x     |
| Denkmalschutz   | B-107 | Kapelle | ????    | 2. November 1998   |      | x     |
| Denkmalschutz   | B-405 | Das Steinhaus in Eigenbauweise wird als Ole Knudsens hus bezeichnet. Es wurde nach Osten hin als Fachwerkbau verlängert. | 1920    | 2. November 1998   |      | x     |
| denkmalwürdig   | B-22  | Die Wohnung des Handelsassistenten wird Vatikanet genannt. Helge Bojsen-Møller entwarf das Gebäude 1926. Es handelt sich um ein Fachwerkgebäude mit hervorstehendem Zwerchhaus und reicher Ornamentik. Es beherbergt heute das Familienzentrum.                                  | 1926    | —                  |      | x     |
| denkmalwürdig   | B-23  | Die Assistentenwohnung hat Fassaden, die mit Schindeln verkleidet sind. Heute ist es ein Jugendzentrum. | 1856    | —                  |      | x     |
| denkmalwürdig   | B-25  | Die ehemalige Wohnung des Fischereileiters wurde in Qarsorsat errichtet und während des Zweiten Weltkriegs nach Qaqortoq versetzt. Das Gebäude stammt aus der Feder von Peter Anton Cortsen. (Das Gebäude erscheint nicht in der Liste des Kommunalplans.)                       | ????    | —                  |      |       |
| denkmalwürdig   | B-29  | Die Verwalterwohnung dient heute als Museumsgebäude. Es handelt sich um ein Stockwerkgebäude, das um 1800 errichtet wurde. Zwischen 1967 und 1969 wurde das Gebäude restauriert. Es hat geteerte Fassaden, mit Brettern verkleidete Giebel und ein Schindeldach.                 | um 1800 | —                  |      | x     |
| denkmalwürdig   | B-67  | Die Werkstatt ist ein Fachwerkbau, der jedoch – äußerst untypisch – seit den 1930er Jahren unverkleidet ist. (Das Gebäude erscheint nicht in der Liste des Kommunalplans.) | 1890    | —                  |      |       |
| denkmalwürdig   | B-122 | Die Wohnung des Radioassistenten wurde von Helge Bojsen-Møller gezeichnet. (Das Gebäude erscheint nicht in der Liste des Kommunalplans.) | 1927    | —                  |      |       |
| denkmalwürdig   | B-249 | Wohnhaus (Das Gebäude ist laut Nationalmuseum nicht denkmalwürdig.) | ????    | —                  |      | x     |
| denkmalwürdig   | B-410 | Wohnhaus (Das Gebäude ist laut Nationalmuseum nicht denkmalwürdig.) | ????    | —                  |      | x     |
| erhaltenswürdig | B-5   | Wohnung des Schäfereiassistenten wurde von Helge Bojsen-Møller entworfen. (Das Nationalmuseum klassifiziert das Gebäude als denkmalwürdig.) | 1920    | —                  |      | x     |
| erhaltenswürdig | B-7   | Die Wohnung des Schäfereiverwalters stammt ebenfalls aus der Hand von Helge Bojsen-Møller. (Das Nationalmuseum klassifiziert das Gebäude als denkmalwürdig.) | 1928    | —                  |      | x     |
| erhaltenswürdig | B-20  | Das ehemalige Krankenhaus ist heute Teil der Handelsschule. Das Gebäude wurde von Peter Anton Cortsen entworfen. | ????    | —                  |      | x     |
| erhaltenswürdig | B-24  | Die Bella Vista wurde als Assistentenwohnung von Pavia Høegh entworfen. Bei einem Umbau wurde die Dachgaube ergänzt, von der aus man einen schönen Ausblick (italienisch bella vista) über die Hafenbucht hat. (Das Nationalmuseum klassifiziert das Gebäude als denkmalwürdig.) | 1931    | —                  |      | x     |
| erhaltenswürdig | B-28  | Bäckerei | 1949    | —                  |      | x     |
| erhaltenswürdig | B-33  | Laden | 1920    | —                  |      | x     |
| erhaltenswürdig | B-35  | Wohnhaus | 1946    | —                  |      | x     |
| erhaltenswürdig | B-37  | Laden | 1933    | —                  |      | x     |
| erhaltenswürdig | B-48  | Die Telegrafiestation stammt aus der Feder von Pavia Høegh. (Das Nationalmuseum klassifiziert das Gebäude als denkmalwürdig.) | 1931    | —                  |      | x     |
| erhaltenswürdig | B-96  | Die Wohnung des Schäfereiassistenten wurde von Pavia Høegh entworfen. (Das Nationalmuseum klassifiziert das Gebäude als denkmalwürdig.) | 1927    | —                  |      | x     |
| erhaltenswürdig | B-99  | Schulleiterwohnung | 1931    | —                  |      | x     |
| erhaltenswürdig | B-120 | Das Doppelhaus dient heute als Museum. | 1925    | —                  |      | x     |
| erhaltenswürdig | B-121 | Die Wohnung des Radioverwalters ist ein Werk von Helge Bojsen-Møller. (Das Nationalmuseum klassifiziert das Gebäude als denkmalwürdig.) | 1925    | —                  |      | x     |
| erhaltenswürdig | B-236 | Der ehemalige Friseursalon ist heute ein Laden. | 1890    | —                  |      | x     |
| erhaltenswürdig | B-402 | Wohnhaus | um 1925 | —                  |      | x     |
| erhaltenswürdig | B-409 | Wohnhaus | um 1910 | —                  |      | x     |
| erhaltenswürdig | B-411 | Wohnhaus | 1929    | —                  |      | x     |
| erhaltenswürdig | B-742 | Das Gebäude wird vom Blauen Kreuz genutzt und war zuvor ein Wohnhaus. | um 1927 | —                  |      | x     |

### Eqalugaarsuit
| Typ             | Nr.   | Beschreibung | Baujahr | Datum | Bild | Beleg |
| --------------- | ----- | ------------ | ------- | ----- | ---- | ----- |
| erhaltenswürdig | B-108 | Kirche       | ????    | —     |      | x     |

### Qanisartuut
| Typ           | Nr.   | Beschreibung                                               | Baujahr | Datum        | Bild | Beleg |
| ------------- | ----- | ---------------------------------------------------------- | ------- | ------------ | ---- | ----- |
| Denkmalschutz | B-345 | Das Gebäude war das Wohnhaus von Henning und Cecilie Lund. | 1946    | 12. Mai 2014 |      | x     |

### Qassimiut
| Typ             | Nr.   | Beschreibung | Baujahr | Datum | Bild | Beleg |
| --------------- | ----- | --- | ------- | ----- | ---- | ----- |
| denkmalwürdig   | B-81  | Das Steinhaus diente früher als Wohnhaus und ist heute ein Lagergebäude. (Das Gebäude ist laut Nationalmuseum nicht denkmalwürdig.) | um 1840 | —     |      | x     |
| erhaltenswürdig | B-76  | Laden | 1938    | —     |      | x     |
| erhaltenswürdig | B-84  | Handelsverwalterwohnung | 1928    | —     |      | x     |
| erhaltenswürdig | B-111 | Schulkapelle | 1892    | —     |      | x     |
| erhaltenswürdig | B-112 | Die Kirche wurde 1999 renoviert. | 1939    | —     |      | x     |
| erhaltenswürdig | B-480 | Schule | ????    | —     |      | x     |

### Saarloq
| Typ             | Nr.   | Beschreibung                                                                                               | Baujahr | Datum | Bild | Beleg |
| --------------- | ----- | --- | ------- | ----- | ---- | ----- |
| denkmalwürdig   | B-86  | Das Lagergebäude wurde als Steinhaus errichtet. (Das Gebäude ist laut Nationalmuseum nicht denkmalwürdig.) | um 1897 | —     |      | x     |
| denkmalwürdig   | B-92  | Das Lagergebäude wurde als Steinhaus errichtet. (Das Gebäude ist laut Nationalmuseum nicht denkmalwürdig.) | um 1853 | —     |      | x     |
| erhaltenswürdig | B-118 | Die Kirche wurde 2001 umgebaut.                                                                            | ????    | —     |      | x     |

## Distrikt Narsaq

### Narsaq
| Typ                                 | Nr.   | Beschreibung | Baujahr | Datum            | Bild | Beleg |
| ----------------------------------- | ----- | --- | ------- | ---------------- | ---- | ----- |
| Denkmalschutz                       | B-78  | Die Kirche wurde von Pavia Høegh entworfen und 1926 als Fachwerkbau errichtet. 1981 wurde sie durch Ole Nielsen verlängert. | 1926    | 2. November 1998 |      | x     |
| Denkmalschutz                       | B-80  | Die Leichenkapelle wurde architektonisch an das ältere Kirchengebäude angelehnt. | 1957    | 2. November 1998 |      | x     |
| denkmalwürdig                       | B-49  | Der Laden ist heute ein Museumsgebäude. | 1928    | —                |      | x     |
| denkmalwürdig                       | B-57  | Das Speckhaus ist heute Teil des Museums. | 1887    | —                |      | x     |
| denkmalwürdig                       | B-58  | Das Kohlenhaus wird heute vom Museum genutzt. | 1887    | —                |      | x     |
| denkmalwürdig                       | B-59  | Die Verwalterwohnung, die vermutlich um 1900 errichtet worden ist, wurde später zum Posthaus umfunktioniert und dient heute ebenfalls als Museumsgebäude. | 1942    | —                |      | x     |
| denkmalwürdig                       | B-60  | Das Gebäude diente anfangs als Wohnung des Udstedsverwalters (Verwalter eines Außenhandelspostens) und wurde später zur Wohnung für den Distriktsarzt umfunktioniert. | 1936    | —                |      | x     |
| denkmalwürdig                       | B-61  | Wohnung des Udliggers (Außenpostenhändler) | 1883    | —                |      | x     |
| denkmalwürdig                       | B-84  | Die Schulkapelle ist ein Fachwerkbau. An der Südostseite befinden sich zahlreiche Fenster, während die Nordwestseite fensterlos ist. Eine Außentreppe führt zum Dachboden. Das Gebäude wurde 1920 vom Kolonialbereich an seine heutige Position versetzt. | 1907    | —                |      | x     |
| denkmalwürdig                       | B-93  | Das Lagergebäude ist ein Fachwerkbau. (Das Gebäude ist laut Nationalmuseum nicht denkmalwürdig.) | 1954    | —                |      | x     |
| denkmalwürdig                       | B-221 | Das Gebäude ist das Wohnhaus von Malene Lund, der Ehefrau von Henrik Lund. (Das Gebäude ist laut Nationalmuseum nicht denkmalwürdig.) | ????    | —                |      | x     |
| denkmalwürdig                       | B-430 | Das Gebäude ist das Wohnhaus von Henrik Lund, der es selbst entwarf. Es hat einen großen kantigen Giebel quer zur eigentlichen Gebäudeausrichtung. Es ist von einem Garten und einer Weide umgeben, die durch eine Steinmauer geteilt werden. Nördlich befindet sich ein kleiner Schafsstall aus dem Jahr 1935. 1959 wurde ein Denkmal für Henrik Lund von Johan Galster im Garten aufgestellt. Heute dient das Wohnhaus als Museum. | 1920    | —                |      | x     |
| denkmalwürdig                       | B-433 | Wohnhaus (Das Gebäude erscheint nicht in der Liste des Kommunalplans.) | 1950    | —                |      |       |
| denkmalwürdig                       | B-440 | Das Eigenbauhaus ist aus Stein gefertigt. Es dient heute als Touristenbüro. | um 1930 | —                |      | x     |
| denkmalwürdig                       | B-441 | Das Eigenbauhaus ist aus Stein gefertigt. Es wird heute als Laden benutzt. | um 1930 | —                |      | x     |
| erhaltenswürdig                     | B-55  | Das ehemalige Wohnhaus wird als Kunsthandwerkstatt genutzt. | 1949    | —                |      | x     |
| erhaltenswürdig                     | B-439 | Das Einfamilienhaus besteht aus Holz. (Laut Nationalmuseum ist das Gebäude denkmalwürdig.) | 1930    | —                |      | x     |
| besonders erhaltenswürdiger Bereich | D2    | Der Bereich umfasst das Gebiet um Henrik Lunds Haus. | —       | —                |      |       |

### Igaliku
| Typ                   | Nr.    | Beschreibung                                                               | Baujahr | Datum        | Bild | Beleg |
| --------------------- | ------ | -------------------------------------------------------------------------- | ------- | ------------ | ---- | ----- |
| UNESCO-Weltkulturerbe | B-66   | Der Laden ist ein Steinhaus und wird auch als Bürogebäude genutzt.         | 1932    | 12. Mai 2014 |      | x     |
| UNESCO-Weltkulturerbe | B-68   | Fischereianlage                                                            | ????    | 12. Mai 2014 |      | x     |
| UNESCO-Weltkulturerbe | B-69   | Das frühere Pulverlager ist heute die Kirche.                              | ????    | 12. Mai 2014 |      | x     |
| UNESCO-Weltkulturerbe | B-70   | Kohlenlager                                                                | ????    | 12. Mai 2014 |      | x     |
| UNESCO-Weltkulturerbe | B-71   | Hühnerstall                                                                | ????    | 12. Mai 2014 |      | x     |
| UNESCO-Weltkulturerbe | B-72   | Wohnung des Udliggers                                                      | 1932    | 12. Mai 2014 |      | x     |
| UNESCO-Weltkulturerbe | B-76   | Die Kirche wurde früher auch als Schule und heute auch als Museum genutzt. | 1926    | 12. Mai 2014 |      | x     |
| UNESCO-Weltkulturerbe | B-79   | Leichenkapelle                                                             | ????    | 12. Mai 2014 |      | x     |
| UNESCO-Weltkulturerbe | B-152  | Motorenhaus                                                                | ????    | 12. Mai 2014 |      | x     |
| UNESCO-Weltkulturerbe | B-154  | Heulager                                                                   | ????    | 12. Mai 2014 |      | x     |
| UNESCO-Weltkulturerbe | B-346  | Schafsstall                                                                | ????    | 12. Mai 2014 |      | x     |
| UNESCO-Weltkulturerbe | B-353  | Der ehemalige Hühnerstall ist heute ein Toilettenhäuschen.                 | ????    | 12. Mai 2014 |      | x     |
| UNESCO-Weltkulturerbe | B-355  | Wohnhaus                                                                   | ????    | 12. Mai 2014 |      | x     |
| UNESCO-Weltkulturerbe | B-359  | Nebengebäude                                                               | ????    | 12. Mai 2014 |      |       |
| UNESCO-Weltkulturerbe | B-360  | Wohnhaus                                                                   | ????    | 12. Mai 2014 |      | x     |
| UNESCO-Weltkulturerbe | B-361  | Wohnhaus                                                                   | 1926    | 12. Mai 2014 |      | x     |
| UNESCO-Weltkulturerbe | B-366  | Stall                                                                      | 1947    | 12. Mai 2014 |      |       |
| UNESCO-Weltkulturerbe | B-367  | Feuerwehrstation                                                           | ????    | 12. Mai 2014 |      |       |
| UNESCO-Weltkulturerbe | B-368  | Toilettenhäuschen der Kirche                                               | ????    | 12. Mai 2014 |      | x     |
| UNESCO-Weltkulturerbe | B-369  | Wohnhaus                                                                   | ????    | 12. Mai 2014 |      | x     |
| UNESCO-Weltkulturerbe | B-371  | Wohnhaus                                                                   | 1920er  | 12. Mai 2014 |      | x     |
| UNESCO-Weltkulturerbe | B-378  | Feuerwehrschuppen                                                          | ????    | 12. Mai 2014 |      | x     |
| UNESCO-Weltkulturerbe | B-381  | Das Gebäude war früher eine Garage und wird jetzt als Lager genutzt.       | ????    | 12. Mai 2014 |      |       |
| UNESCO-Weltkulturerbe | B-384  | Der ehemalige Kuhstall ist heute ein Wohnhaus.                             | ????    | 12. Mai 2014 |      | x     |
| UNESCO-Weltkulturerbe | B-385  | Wohnhaus                                                                   | 1930er  | 12. Mai 2014 |      | x     |
| UNESCO-Weltkulturerbe | B-386  | Versammlungsgebäude                                                        | ????    | 12. Mai 2014 |      | x     |
| UNESCO-Weltkulturerbe | B-387  | Wohnhaus                                                                   | 1937    | 12. Mai 2014 |      | x     |
| UNESCO-Weltkulturerbe | B-388  | Wohnhaus                                                                   | 1940er  | 12. Mai 2014 |      | x     |
| UNESCO-Weltkulturerbe | B-390  | Der ehemalige Ziegenstall wird als Unterbringung genutzt.                  | ????    | 12. Mai 2014 |      | x     |
| UNESCO-Weltkulturerbe | B-391  | Das ehemalige Schulheim ist heute ein Wohnhaus.                            | 1961    | 12. Mai 2014 |      | x     |
| UNESCO-Weltkulturerbe | B-392  | Die ehemalige Lehrerwohnung ist heute ein Wohnhaus.                        | 1961    | 12. Mai 2014 |      | x     |
| UNESCO-Weltkulturerbe | B-394  | Der frühere Schafsstall wird heute als Wohnhaus genutzt.                   | ????    | 12. Mai 2014 |      | x     |
| UNESCO-Weltkulturerbe | B-397  | Schuppen                                                                   | ????    | 12. Mai 2014 |      |       |
| UNESCO-Weltkulturerbe | B-398  | Hühnerstall                                                                | ????    | 12. Mai 2014 |      | x     |
| UNESCO-Weltkulturerbe | B-400  | Wohnhaus                                                                   | 1920er  | 12. Mai 2014 |      | x     |
| UNESCO-Weltkulturerbe | B-403  | Das frühere Heulager ist heute ein Wohnhaus.                               | ????    | 12. Mai 2014 |      | x     |
| UNESCO-Weltkulturerbe | B-405  | Wohnhaus                                                                   | ????    | 12. Mai 2014 |      | x     |
| UNESCO-Weltkulturerbe | B-406  | Heulager                                                                   | ????    | 12. Mai 2014 |      | x     |
| UNESCO-Weltkulturerbe | B-407  | Wohnhaus                                                                   | 1920er  | 12. Mai 2014 |      | x     |
| UNESCO-Weltkulturerbe | B-419  | Wohnhaus                                                                   | 1964    | 12. Mai 2014 |      |       |
| UNESCO-Weltkulturerbe | B-532  | Wohnhaus                                                                   | 1953    | 12. Mai 2014 |      |       |
| UNESCO-Weltkulturerbe | B-533  | Wohnhaus                                                                   | 1953    | 12. Mai 2014 |      |       |
| UNESCO-Weltkulturerbe | B-534  | Wohnhaus                                                                   | 1953    | 12. Mai 2014 |      |       |
| UNESCO-Weltkulturerbe | B-538  | Wohnhaus                                                                   | 1953    | 12. Mai 2014 |      |       |
| UNESCO-Weltkulturerbe | B-559  | Wohnhaus                                                                   | 1953    | 12. Mai 2014 |      |       |
| UNESCO-Weltkulturerbe | B-567  | Werkstatt                                                                  | ????    | 12. Mai 2014 |      |       |
| UNESCO-Weltkulturerbe | B-583  | Wohnhaus                                                                   | 1967    | 12. Mai 2014 |      |       |
| UNESCO-Weltkulturerbe | B-971  | Hotel                                                                      | 1964    | 12. Mai 2014 |      |       |
| UNESCO-Weltkulturerbe | B-993  | Wohnhaus                                                                   | 1993    | 12. Mai 2014 |      |       |
| UNESCO-Weltkulturerbe | B-1102 | Nebengebäude                                                               | 1980    | 12. Mai 2014 |      |       |
| UNESCO-Weltkulturerbe | B-1142 | Wohnhaus                                                                   | 1984    | 12. Mai 2014 |      |       |
| UNESCO-Weltkulturerbe | B-1163 | Wohnhaus                                                                   | 1985    | 12. Mai 2014 |      |       |
| UNESCO-Weltkulturerbe | B-1178 | Wohnhaus                                                                   | 1986    | 12. Mai 2014 |      |       |
| UNESCO-Weltkulturerbe | B-1179 | Wohnhaus                                                                   | 1986    | 12. Mai 2014 |      |       |
| UNESCO-Weltkulturerbe | B-1312 | Wasserwerk                                                                 | ????    | 12. Mai 2014 |      |       |
| UNESCO-Weltkulturerbe | B-1313 | Wassertank                                                                 | ????    | 12. Mai 2014 |      |       |
| UNESCO-Weltkulturerbe | B-1344 | Kapelle                                                                    | ????    | 12. Mai 2014 |      |       |
| UNESCO-Weltkulturerbe | B-1381 | Wohnhaus                                                                   | ????    | 12. Mai 2014 |      |       |
| UNESCO-Weltkulturerbe | B-1399 | Wohnhaus                                                                   | ????    | 12. Mai 2014 |      |       |
| UNESCO-Weltkulturerbe | B-1424 | Wohnhaus                                                                   | ????    | 12. Mai 2014 |      |       |
| UNESCO-Weltkulturerbe | B-1452 | Wohnhaus                                                                   | ????    | 12. Mai 2014 |      |       |

### Narsarsuaq
| Typ           | Nr.  | Beschreibung                                                      | Baujahr | Datum | Bild | Beleg |
| ------------- | ---- | ----------------------------------------------------------------- | ------- | ----- | ---- | ----- |
| denkmalwürdig | B-13 | Museum (Laut Nationalmuseum ist das Gebäude nicht denkmalwürdig.) | 1942    | —     |      | x     |

### Qassiarsuk
| Typ             | Nr.   | Beschreibung                                            | Baujahr | Datum        | Bild | Beleg |
| --------------- | ----- | ------------------------------------------------------- | ------- | ------------ | ---- | ----- |
| Denkmalschutz   | B-313 | Der frühere Schafsstall ist heute ein Lager.            | 1924/25 | 12. Mai 2014 |      | x     |
| Denkmalschutz   | B-314 | Schafsstall                                             | 1936    | 12. Mai 2014 |      | x     |
| Denkmalschutz   | B-316 | Das Wohnhaus von Otto Frederiksen ist heute ein Museum. | 1924    | 12. Mai 2014 |      | x     |
| erhaltenswürdig | B-85  | Kirche                                                  | ????    | —            |      | x     |

## Distrikt Nanortalik

### Nanortalik
| Typ                               | Nr.    | Beschreibung | Baujahr | Datum              | Bild | Beleg |
| --------------------------------- | ------ | --- | ------- | ------------------ | ---- | ----- |
| Denkmalschutz                     | B-7    | Das Gebäude ist ein Stockwerkbau, der um 1820 errichtet worden ist und 1836 an seine heutige Position versetzt wurde. Das Gebäude diente als Wohnung des Udliggers, wurde später als Handelsbüro genutzt und ist heute ein Museumsgebäude.                                    | 1836    | 30. September 1983 |      | x     |
| Denkmalschutz                     | B-76   | Die Kirche wurde 1914 errichtet und später verlängert. | 1914    | 2. November 1998   |      | x     |
| Denkmalschutz                     | B-1072 | Kapelle | 1914    | 2. November 1998   |      | x     |
| denkmalwürdig                     | B-2    | Das Lytzens Hus genannte alte Krankenhaus ist heute Teil des Museums. | 1863    | —                  |      | x     |
| denkmalwürdig                     | B-5    | Es handelt sich um einen früheren Hühnerstall. (Das Gebäude ist laut Nationalmuseum nicht denkmalwürdig.) | 1920    | —                  |      | x     |
| denkmalwürdig                     | B-6    | Die Bäckerei wurde auch als Brauerei genutzt. Sie ist ein Steinhaus aus der Mitte des 19. Jahrhunderts und dient heute als Museumsgebäude. | 1860    | —                  |      | x     |
| denkmalwürdig                     | B-8    | Das Gebäude ist ein Fachwerkbau. Er wurde Ende des 19. Jahrhunderts als Proviantlager errichtet und später als Laden genutzt. Die frühere Bretterverkleidung wurde durch Schindeln ersetzt. Auch das Dach ist mit Schindeln bedeckt. Es ist heute ebenfalls Teil des Museums. | 1897    | —                  |      | x     |
| denkmalwürdig                     | B-9    | Die Wohnung des Handelsverwalters wurde von Peter Anton Cortsen entworfen. Später diente sie als Handelschefwohnung. | 1904    | —                  |      | x     |
| denkmalwürdig                     | B-10   | Das große Fischlagergebäude wurde 1920 von Helge Bojsen-Møller entworfen. Es ist heute ein Museumsgebäude. | 1920    | —                  |      | x     |
| denkmalwürdig                     | B-11   | Das Gebäude ist ein weiteres Lagergebäude für Fisch, das 1931 von Helge Bojsen-Møller errichtet worden ist. Es dient ebenfalls als Museumsgebäude. | 1931    | —                  |      | x     |
| denkmalwürdig                     | B-18   | Es handelt sich um das Mannschaftshaus, das Mitte des 19. Jahrhunderts aus Stein gefertigt wurde und heute ein Museumsgebäude ist. | 1847    | —                  |      | x     |
| denkmalwürdig                     | B-20   | Die Trankocherei ist heute ein Museumsgebäude. | 1839    | —                  |      | x     |
| denkmalwürdig                     | B-21   | Das Steinhaus stammt aus der Mitte des 19. Jahrhunderts. Es diente früher als Böttcherei und ist heute Teil des Museums. (Das Gebäude ist laut Nationalmuseum nicht denkmalwürdig.)                                                                                           | 1848    | —                  |      | x     |
| denkmalwürdig                     | B-77   | Die Pastorenwohnung wurde ursprünglich von den Herrnhutern in Narsarmijit errichtet und um 1930 nach Nanortalik versetzt. Sie ist von einem Garten umgeben. | 1826    | —                  |      | x     |
| denkmalwürdig                     | B-105  | Das Speckhaus ist ein Mitte des 19. Jahrhunderts aus Stein gefertigtes Gebäude, das heute Teil des Museum ist. | 1852    | —                  |      | x     |
| denkmalwürdig                     | B-122  | Das Steinhaus stammt aus der Mitte des 19. Jahrhunderts. Es war früher ein Ziegenstall und dient heute als Museumswerkstatt. (Das Gebäude ist laut Nationalmuseum nicht denkmalwürdig.)                                                                                       | 1840    | —                  |      | x     |
| denkmalwürdig                     | B-677  | Isak Lunds Haus ist ein Eigenbauhaus, das heute als Wandererherberge genutzt wird. (Das Gebäude ist laut Nationalmuseum nicht denkmalwürdig.) | um 1875 | —                  |      | x     |
| denkmalwürdig                     | B-699  | Anders Kleists Haus dient heute als Ferienhaus. (Das Gebäude ist laut Nationalmuseum nicht denkmalwürdig.) | um 1940 | —                  |      | x     |
| erhaltenswürdig                   | B-17   | Das frühere Kohlenlager wird heute als Bootslager genutzt. | 1945    | —                  |      | x     |
| erhaltenswürdig                   | B-79   | Die frühere Schule dient heute der Schulverwaltung. | 1948    | —                  |      | x     |
| erhaltenswürdig                   | B-516  | Wohnhaus | 1953    | —                  |      | x     |
| erhaltenswürdig                   | B-653  | Wohnhaus | 1952    | —                  |      | x     |
| erhaltenswürdig                   | B-655  | Wohnhaus | 1952    | —                  |      | x     |
| erhaltenswürdig                   | B-658  | Eigenbauhaus | 1952    | —                  |      | x     |
| erhaltenswürdig                   | B-666  | Wohnhaus | 1953    | —                  |      | x     |
| erhaltenswürdig                   | B-668  | Sommerhaus | 1953    | —                  |      | x     |
| erhaltenswürdig                   | B-669  | Wohnhaus | 1953    | —                  |      | x     |
| erhaltenswürdig                   | B-685  | Eigenbauhaus | um 1935 | —                  |      | x     |
| erhaltenswürdig                   | B-686  | Eigenbauhaus | um 1925 | —                  |      | x     |
| erhaltenswürdig                   | B-687  | Das Eigenbauhaus wird heute zum Handeln von Robbenfell genutzt. | um 1940 | —                  |      | x     |
| erhaltenswürdig                   | B-706  | Sommerhaus | um 1935 | —                  |      | x     |
| erhaltenswürdig                   | B-707  | Wohnhaus | 1956    | —                  |      | x     |
| erhaltenswürdig                   | B-727  | Eigenbauhaus mit Nebengebäude | 1960    | —                  |      | x     |
| besonders erhaltenswerter Bereich | D2     | Der Bereich umfasst das alte Koloniegebiet mit den Handelsgebäuden, der Kirche und kleinen Wohnhäusern. | —       | —                  |      |       |
| besonders erhaltenswerter Bereich | D3     | Dieser Bereich ist nahezu unbebaut und beinhaltet vor allem den Friedhof. | —       | —                  |      |       |

### Aappilattoq
| Typ             | Nr.    | Beschreibung                                       | Baujahr | Datum | Bild | Beleg |
| --------------- | ------ | -------------------------------------------------- | ------- | ----- | ---- | ----- |
| erhaltenswürdig | B-1    | Die frühere Krankenstation ist heute ein Wohnhaus. | um 1945 | —     |      | x     |
| erhaltenswürdig | B-798  | Wohnhaus                                           | 1952    | —     |      | x     |
| erhaltenswürdig | B-1326 | Kirche                                             | ????    | —     |      | x     |

### Akuliaruseq
| Typ           | Nr.  | Beschreibung                                                      | Baujahr | Datum | Bild | Beleg |
| ------------- | ---- | ----------------------------------------------------------------- | ------- | ----- | ---- | ----- |
| denkmalwürdig | B-81 | Kirche (Das Gebäude ist laut Nationalmuseum nicht denkmalwürdig.) | 1914    | —     |      | x     |

### Alluitsoq
| Typ             | Nr.   | Beschreibung                                                                   | Baujahr | Datum              | Bild | Beleg |
| --------------- | ----- | ------------------------------------------------------------------------------ | ------- | ------------------ | ---- | ----- |
| Denkmalschutz   | B-91  | Pastorenhof                                                                    | 1770    | 30. September 1994 |      | x     |
| Denkmalschutz   | B-93  | Das Nebengebäude diente als Proviantlager.                                     | 1784    | 30. September 1994 |      | x     |
| Denkmalschutz   | B-95  | Schafsstall                                                                    | 1784    | 30. September 1994 |      | x     |
| denkmalwürdig   | B-90  | Kirche (Das Gebäude ist laut Nationalmuseum nicht denkmalwürdig.)              | 1871    | —                  |      | x     |
| denkmalwürdig   | B-863 | Pastorenwohnung (Das Gebäude ist laut Nationalmuseum nicht denkmalwürdig.)     | 1920    | —                  |      | x     |
| denkmalwürdig   | B-864 | Versammlungsgebäude (Das Gebäude ist laut Nationalmuseum nicht denkmalwürdig.) | 1918    | —                  |      | x     |
| erhaltenswürdig | B-??? | Kinderheim                                                                     | um 1920 | —                  |      | x     |
| erhaltenswürdig | B-619 | Katechetenwohnung                                                              | 1957    | —                  |      | x     |
| erhaltenswürdig | B-662 | Unterbringung                                                                  | 1953    | —                  |      | x     |
| erhaltenswürdig | B-854 | Sommerhaus                                                                     | 1944    | —                  |      | x     |
| erhaltenswürdig | B-862 | Wohnhaus                                                                       | 1948    | —                  |      | x     |
| erhaltenswürdig | B-865 | Unterbringung                                                                  | um 1940 | —                  |      | x     |
| erhaltenswürdig | B-868 | Wohnhaus                                                                       | 1951    | —                  |      | x     |
| erhaltenswürdig | B-870 | Sommerhaus                                                                     | 1944    | —                  |      | x     |

### Alluitsup Paa
| Typ             | Nr.   | Beschreibung                                                                                            | Baujahr | Datum | Bild | Beleg |
| --------------- | ----- | --- | ------- | ----- | ---- | ----- |
| denkmalwürdig   | B-70  | Das frühere Speckhaus dient heute als Lager. (Das Gebäude ist laut Nationalmuseum nicht denkmalwürdig.) | ????    | —     |      | x     |
| denkmalwürdig   | B-74  | Museum (Das Gebäude ist laut Nationalmuseum nicht denkmalwürdig.)                                       | ????    | —     |      | x     |
| denkmalwürdig   | B-101 | Lager (Das Gebäude ist laut Nationalmuseum nicht denkmalwürdig.)                                        | ????    | —     |      | x     |
| erhaltenswürdig | B-62  | Der frühere Laden wurde 1978 zu einem Büro- und Postgebäude umgebaut und dient heute als Lager.         | 1922    | —     |      | x     |
| erhaltenswürdig | B-818 | Wohnhaus                                                                                                | 1958    | —     |      | x     |

### Ammassivik
| Typ             | Nr.   | Beschreibung                                                      | Baujahr | Datum | Bild | Beleg |
| --------------- | ----- | ----------------------------------------------------------------- | ------- | ----- | ---- | ----- |
| denkmalwürdig   | B-100 | Kirche (Das Gebäude ist laut Nationalmuseum nicht denkmalwürdig.) | 1923    | —     |      | x     |
| erhaltenswürdig | B-54  | Das Gebäude diente früher als Laden und Büro des KGH.             | 1922    | —     |      | x     |
| erhaltenswürdig | B-60  | Wohnung des Udstedsverwalters                                     | 1922    | —     |      | x     |
| erhaltenswürdig | B-99  | Die frühere Schulkapelle dient heute als Werkstatt.               | 1896    | —     |      | x     |
| erhaltenswürdig | B-907 | Wohnhaus                                                          | um 1925 | —     |      | x     |

### Narsarmijit
| Typ             | Nr.   | Beschreibung        | Baujahr | Datum | Bild | Beleg |
| --------------- | ----- | ------------------- | ------- | ----- | ---- | ----- |
| erhaltenswürdig | B-83  | Kirche              | ????    | —     |      | x     |
| erhaltenswürdig | B-131 | Versammlungsgebäude | ????    | —     |      | x     |
| erhaltenswürdig | B-775 |                     | ????    | —     |      | x     |
| erhaltenswürdig | B-782 |                     | ????    | —     |      | x     |

### Qallimiut
| Typ             | Nr.    | Beschreibung | Baujahr | Datum | Bild | Beleg |
| --------------- | ------ | --- | ------- | ----- | ---- | ----- |
| denkmalwürdig   | B-96   | Die Kirche ist eine ehemalige Schulkapelle, die 1920 an ihre heutige Position versetzt wurde. (Das Gebäude ist laut Nationalmuseum nicht denkmalwürdig.) | 1875    | —     |      | x     |
| denkmalwürdig   | B-139  | (Das Gebäude ist laut Nationalmuseum nicht denkmalwürdig.)                                                                                               | 1979    | —     |      | x     |
| denkmalwürdig   | B-949  | Wohnhaus (Das Gebäude ist laut Nationalmuseum nicht denkmalwürdig.)                                                                                      | 1934    | —     |      | x     |
| erhaltenswürdig | B-1148 | Eigenbauhaus | um 1936 | —     |      | x     |
| erhaltenswürdig | B-1151 | Eigenbauhaus | 1943    | —     |      | x     |